# Els 25 primats més amenaçats del món

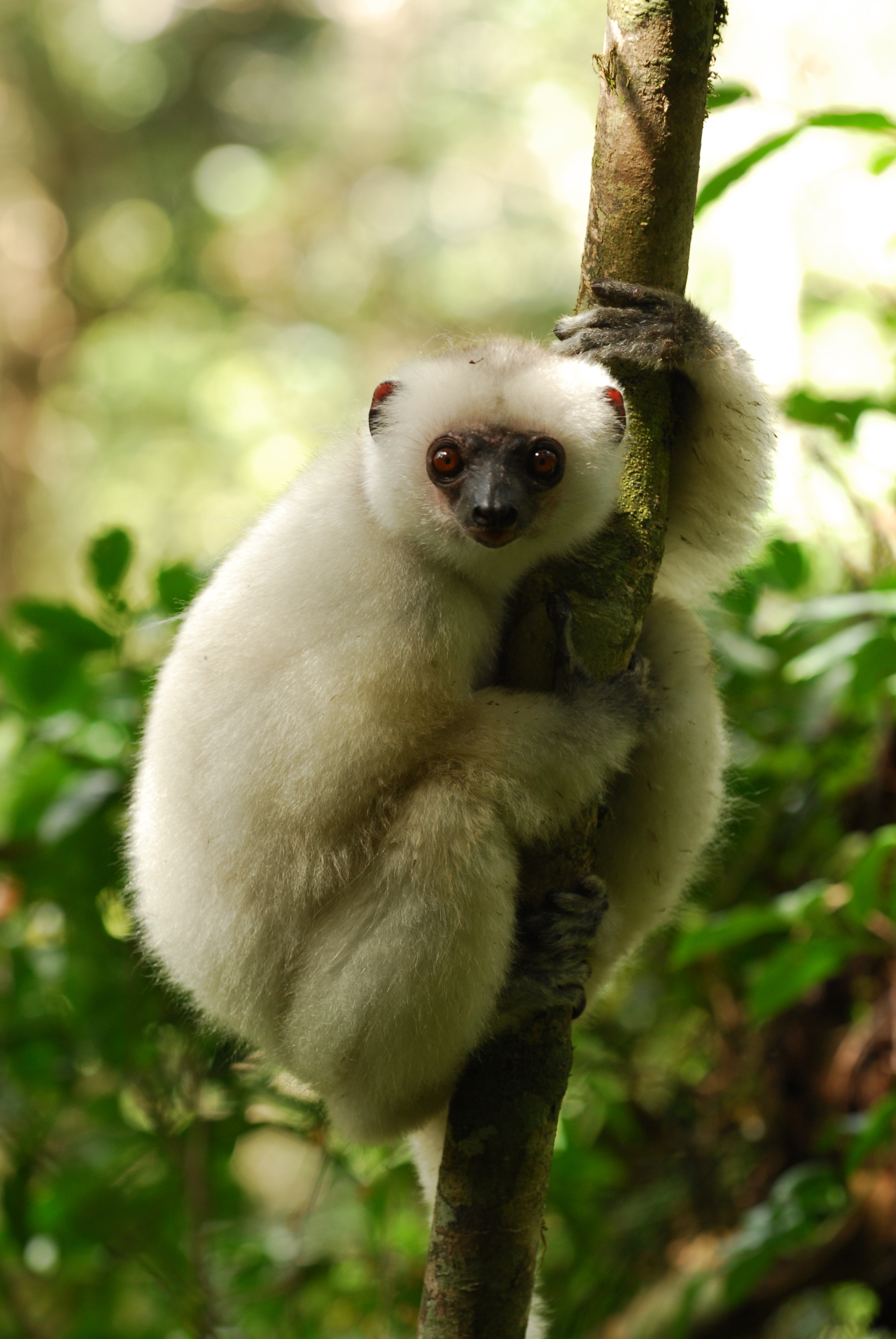
El Sifaca sedós (Propithecus candidus), endèmic de Madagascar, està inclòs a la llista de Els 25 primats més amenaçats del món des de 2000. Resten en llibertat entre 100 i 1000 individus

Els 25 primats més amenaçats del món, en anglès original The World's 25 Most Endangered Primates, és una llista de les espècies de primats en perill d'extinció, seleccionats i publicats per l'International Union for Conservation of Nature Species Survival Commission Primate Specialist Group (coneguda internacionalment per les seves sigles en anglès IUCN / SSC PSG), la International Primatological Society (IPS) i la Conservation International (CI). A l'informe 2012-2014 es va incorporar com a editor la Bristol Conservation and Science Foundation (BCSF). La UICN / SSC PSG va treballar conjuntament amb la CI per crear la llista l'any 2000, però el 2002, durant el 19è de la Congress of the International Primatological Society, els primatòlegs la van revisar, i van decidir la incorporació de la IPS al projecte. La publicació és des de llavors un projecte conjunt entre les tres organitzacions conservacionistes i ha estat revisada cada dos anys, després del Congrés biennal de la IPS. Des de la publicació de l'informe de 2004-2006, se li va canviar el títol a Primates in Peril: The World's 25 Most Endangered Primates. El mateix any, la llista va començar a proporcionar informació sobre cada espècie, incloent-hi el seu estat de conservació i les amenaces a què s'enfronten a la natura. El text sobre les espècies es redacta en col·laboració amb experts de camp, amb la participació de 60 persones en l'informe de 2006-2008, i 85 en l'informe de 2008-2010. Els informes de 2004-2006 i 2006-2008 van ser publicats a la revista Primat Conservation, de la UICN / SSC PSG, mentre que els de 2008-2010 i 2010-2012 es van fer a través de publicacions independents per part de les tres organitzacions contribuents.
Les 25 espècies incloses a la publicació de 2012-2014 es distribueixen entre setze països i el nombre més gran correspon a Madagascar (sis), Vietnam (cinc) i Indonèsia (tres). La llista està dividida en quatre regions diferents: l'illa de Madagascar, el continent africà, el continent asiàtic (incloses les illes d'Indonèsia) i la Zona neotropical (Amèrica Central i del Sud). Cinc espècies han aparegut en les set llistes que van ser publicades fins a l'any 2010: Sifaca sedós, langur de Delacour, langur de cap daurat, rinopitec de potes grises i rinopitec de Tonquín.
L'objectiu de la llista, segons Russell Mittermeier, president de Conservation International, és «ressaltar la situació d'aquelles [espècies de primats] que s'enfronten a un risc més gran, per atreure l'atenció del públic, estimular els governs nacionals perquè realitzin més accions de conservació i especialment obtenir recursos per a aquesta finalitat». Les espècies són seleccionades per a la seva inclusió dins la llista d'acord amb dos motius principalment: índexs demogràfics molt petits i un ràpid descens en el número, relacionats en gran manera per la influència de la destrucció del seu hàbitat i la caça, les dues grans amenaces que planegen sobre els primats. Més específicament, les amenaces citades a l'informe inclouen la desforestació causada per l'agricultura practicant l'artigatge que s'utilitza per aclarir zones boscoses per dedicar-les a pastura o terres de conreu, la producció de carbó vegetal, la producció de llenya, la indústria de la fusta il·legal, la tala selectiva, la mineria, la urbanització, la implantació de cultius amb fins comercials, la fragmentació forestal, les poblacions de mida petita, la captura d'exemplars vius per al comerç de mascotes exòtiques, la caça per l'alimentació i la medicina tradicional.

## Llista d'espècies
| Espècie                         | Anys inclosa                       | Ubicació                        | Població estimada     | Estatus UICN                        | Amenaces |
| ------------------------------- | ---------------------------------- | ------------------------------- | --------------------- | ----------------------------------- | --- |
| Àfrica                          |                                    |                                 |                       |                                     | |
| Gàlag de Rondo                  | 2006 2008 2010 2012                | Tanzania                        | desconeguda           | Espècie en perill crític d'extinció | - Àrea de distribució molt petita - Pèrdua i fragmentació d'hàbitat (expansió agrícola, producció de carbó vegetal, fusta) |
| Cercopitec roloway              | 2002 2006 2008 2010 2012           | Costa de Marfil Ghana           | desconeguda           | Espècie en perill d'extinció        | - Caça (per a obtenció de carn) - Pèrdua i fragmentació d'hàbitat (agricultura de regates i crema, producció de carbó vegetal, fusta) |
| Còlob vermell del riu Tana      | 2002 2004 2006 2008 2012           | Kenia                           | 1100-1300             | Espècie en perill d'extinció        | - Caça (per a obtenció de carn) - Pèrdua i fragmentació d'hàbitat (expansió agrícola, incendis, tala selectiva per a ús local [cases, canoes]) - Degradació d'hàbitat (ramaderia, construcció de preses, projectes de regadiu) - Infecció per paràsits de poblacions aïllades                    |
| Còlob vermell de Pennant        | 2004 2006 2010 2012                | Guinea Equatorial (illa Bioko)  | <5000                 | Espècie en perill d'extinció        | - Degradació d'hàbitat - Caça (per a obtenció de carn) - Àrea de distribució molt petita |
| Goril·la de les planes oriental | 2010 2012                          | República Democràtica del Congo | 2000-10 000           | Espècie en perill d'extinció        | - Pèrdua i fragmentació d'hàbitat (expansió agrícola, granges, mineria il·legal, producció de carbó vegetal, collita de fusta i bambú) - Caça (per a obtenció de carn), captura de cries |
| Madagascar                      |                                    |                                 |                       |                                     | |
| Lèmur negre ullblau             | 2008 2010 2012                     | Madagascar                      | 450-2300              | Espècie en perill crític d'extinció | - Àrea de distribució molt petita (~ 2,700 km²) - Pèrdua d'hàbitat (agricultura de crema, tala selectiva) - Caça (per a obtenció de carn) - Captura d'exemplars vius per a comerç de mascotes |
| Lèmur mostela septentrional     | 2008 2010 2012                     | Madagascar                      | ~19 exemplars el 2012 | Espècie en perill crític d'extinció | - Àrea de distribució molt petita - Pèrdua d'hàbitat (producció de llenya i de carbó vegetal, plantació de eucaliptus) - Caça (per a obtenció de carn) |
| Sifaca sedós                    | 2000 2002 2004 2006 2008 2010 2012 | Madagascar                      | <250                  | Espècie en perill crític d'extinció | - Àrea de distribució molt petita - Caça (per a obtenció de carn) - Pèrdua d'hàbitat (agricultura de crema, tala selectiva, llenya) |
| Lèmur ratolí de Berthe          | 2012                               | Madagascar                      | <8000                 | Espècie en perill d'extinció        | - Pèrdua d'hàbitat i fragmentació (agricultura de crema, indústria de la fusta il·legal) |
| Lèmur de collar vermell         | 2012                               | Madagascar                      | desconeguda           | Espècie en perill d'extinció        | - Pèrdua d'hàbitat (agricultura de regates i crema, indústria de la fusta il·legal, ocupació humana) - Caça (per a obtenció de carn) |
| Indri                           | 2012                               | Madagascar                      | desconeguda           | Espècie en perill d'extinció        | - Pèrdua d'hàbitat (agricultura de regates i crema, llenya) - Caça (per a obtenció de carn i pells) |
| Àsia                            |                                    |                                 |                       |                                     | |
| Loris de Java                   | 2008 2010 2012                     | Indonèsia (Java)                | desconeguda           | Espècie en perill crític d'extinció | - Captura d'exemplars vius (comerç de mascotes [intens]) - Caça (medicina tradicional [intensa]) - Pèrdua d'hàbitat (agricultura, desenvolupament humà [carreteres], pertorbació humana) |
| Rinopitec de cua de porc        | 2002 2004 2006 2008 2010 2012      | Indonèsia (illes Mentawai)      | 700-3347              | Espècie en perill crític d'extinció | - Pèrdua d'hàbitat (expansió humana, extracció de productes, tala comercial, conversió en cultius comercials i plantacions d'oli de palma) - Caça (per a obtenció de carn) - Captura d'exemplars vius (comerç de mascotes)                                                                       |
| Langur de Delacour              | 2000 2002 2004 2006 2008 2010 2012 | Vietnam                         | <250                  | Espècie en perill crític d'extinció | - Fragmentació d'hàbitat - Caça (per a medicina tradicional i obtenció de carn) |
| Langur de cap daurat            | 2000 2002 2004 2006 2008 2010 2012 | Vietnam                         | 60-70                 | Espècie en perill crític d'extinció | - Fragmentació d'hàbitat (desenvolupament humà, turisme) - Caça (per a medicina tradicional i obtenció de carn) |
| Langur de cara porprada         | 2004 2006 2008 2010 2012           | Sri Lanka                       | desconeguda           | Espècie en perill crític d'extinció | - Pèrdua i fragmentació d'hàbitat (urbanització, agricultura) - Depèn de parcs per a la seva supervivència - Captura d'exemplars vius per a comerç de mascotes - Caça (persecució com a plaga) - Altres factors humans (electrocució [línies elèctriques], morts en carreteres, atacs de gossos) |
| Rinopitec de potes grises       | 2000 2002 2004 2006 2008 2010 2012 | Vietnam                         | 600-700               | Espècie en perill crític d'extinció | - Àrea de distribució restringida - Pèrdua i fragmentació d'hàbitat (agricultura, indústria de la fusta il·legal, combustible) - Caça (per a medicina tradicional i obtenció de carn) |
| Rinopitec de Tonquín            | 2000 2002 2004 2006 2008 2010 2012 | Vietnam                         | 200-250+              | Espècie en perill crític d'extinció | - Pèrdua i fragmentació d'hàbitat (indústria de la fusta, llenya, construcció de carreteres) - Caça (per a medicina tradicional i obtenció de carn) |
| Gibó negre oriental             | 2008 2010 2012                     | Xina Vietnam                    | al voltant de 110     | Espècie en perill crític d'extinció | - Pèrdua i fragmentació d'hàbitat (cultius, pasturatge, llenya, producció de carbó vegetal) - Caça (obtenir carn) |
| Tarser pigmeu                   | 2012                               | Indonèsia (illa Célebes)        | desconeguda           | Espècie amb dades insuficients      | - Pèrdua d'hàbitat (desenvolupament humà) |
| Zona Neotròpica                 |                                    |                                 |                       |                                     | |
| Ateles hybridus                 | 2004 2006 2008 2010 2012           | Colòmbia Veneçuela              | desconeguda           | Espècie en perill crític d'extinció | - Pèrdua i fragmentació d'hàbitat (agricultura, ranxos de bestiar, indústria de la fusta) - Caça (obtenir carn) - Captura d'exemplars vius pel comerç d'animals de companyia |
| Mona aranya de cap bru          | 2006 2012                          | Equador                         | desconeguda           | Espècie en perill crític d'extinció | - Pèrdua i fragmentació de l'habitat - Caça (obtenir carn) |
| Cebus kaapori                   | 2012                               | Brasil                          | desconeguda           | Espècie en perill crític d'extinció | - Pèrdua i degradació d'hàbitat (tala selectiva) - Caça (obtenir carn) - Captura d'exemplars vius pel comerç d'animals de companyia |
| Tití del riu Mayo               | 2012                               | Perú                            | desconeguda           | Espècie en perill crític d'extinció | - Pèrdua i degradació d'hàbitat (plantacions d'arròs i cafè, carreteres, ranxos de bestiar) - Caça (obtenir carn) - Captura d'exemplars vius pel comerç d'animals de companyia |
| Aluata bru                      | 2012                               | Brasil                          | <250                  | Espècie en perill crític d'extinció | - Pèrdua d'habitat (tala selectiva) - Caça (obtenir carn) - Epidèmies |